# ブレックファスト・クラブ
『ブレックファスト・クラブ』（The Breakfast Club）は、1985年公開のアメリカ合衆国の青春映画。ジョン・ヒューズ監督。ブラット・パックの代表作。

## ストーリー
接点のない異なるタイプの高校生、スポーツマン（athlete）のアンドリュー、秀才（brain）のブライアン、不良（criminal）のジョン、お嬢さま（princess）のクレア、不思議ちゃん（basket case）のアリソンの5人は懲罰登校を命じられ、休日に図書室で「自分とは何か」をテーマにした作文をヴァーノン先生から課される。
5人は作文を仕上げることに気が進まず、付き合いのなかったお互いへの不快感をぶつけ口論になる。そのうち彼らは次第に家族や学校への鬱屈した気持ちを吐露しながら心を通い合わせていく。しかし今後の学校生活ではそれぞれ元の交友関係の中で過ごし互いに関わることはないということも予見された。
ブライアンは自分とは何かという課題に対して、その疑問が馬鹿げているということや周囲は色眼鏡で見ているということを述べつつ自分たちは ガリ勉・スポーツ馬鹿・不思議ちゃん・チンピラであると書く。そして最後に「ブレックファスト・クラブ」という署名を記した。

## キャスト
※括弧内は日本語吹替（Blu-ray Discにのみ収録）
- アンドリュー・クラーク - エミリオ・エステベス（武藤正史）
- クレア・スタンディッシュ - モリー・リングウォルド（小島幸子）
- ブライアン・ジョンソン - アンソニー・マイケル・ホール（小野塚貴志）
- ジョン・ベンダー - ジャド・ネルソン（最上嗣生）
- アリソン・レイノルズ - アリー・シーディ（武田華）
- リチャード・ヴァーノン - ポール・グリーソン（青山穣）

## その他
- 監督のジョン・ヒューズは、ブライアンの父親としてカメオ出演している[要出典]。
- 2005MTVムービー・アワードで、出演者全員が集合することが企画され、エミリオ・エステベスを除く、モリー・リングウォルド、アリー・シーディ、アンソニー・マイケル・ホール、ジャド・ネルソンらが出席した[3]。
- アメリカの高校における「スクールカースト」の存在を暴露した映画として知られる。後年の高校を舞台にしたTVドラマ『Glee/グリー』にも通じるテーマであり、また『ビクトリアス』ではシーズン3"The Breakfast Bunch"でオマージュを捧げている（同回は放送題自体がパロディになっており、NHK放送版も明らかにこの点を考慮して「おしおきクラブ」のタイトルで放送された）。